# Firass Abiad
Firass Abiad (en árabe: فراس الأبيض‎; Londres, 1970) es un político y médico libanés que fue ministro de Salud Pública entre 2021 y 2025. A Abiad se le considera como la voz del sector sanitario libanés desde el brote de la pandemia de COVID-19.

## Biografía
Abiad nació en 1970 en Londres. Ha desarrollado una carrera académica que abarca la Universidad Americana de Beirut, así como instituciones en el Reino Unido y los Estados Unidos. Obtuvo una licenciatura en Medicina en la Universidad Americana de Beirut en 1993, y una Maestría en Administración de Empresas en la misma universidad en 2013.
Comenzó su carrera profesional en Arabia Saudita, donde trabajó durante una década en el Hospital del Centro Médico Especializado de Riad. Regresó a Beirut en 2010 y se convirtió en cirujano gastrointestinal y bariátrico en el Centro Médico de la Universidad Americana de Beirut y profesor, cargo que en octubre de 2021 aún ocupaba. Trabajó como consultor del Departamento de Cirugía General del Hospital Centro Médico Especializado entre 2001 y 2011.
En 2015, fue nombrado presidente de la junta directiva del Hospital Universitario Rafik Hariri (RHUH), el hospital público más grande del Líbano. Estas instituciones suelen estar influidas por factores políticos, con consejos de gestión designados por partidos sectarios según las prácticas tradicionales de reparto de cuotas. Robert Sacy, jefe de pediatría y neonatología del hospital público Karantina, señaló que los partidos políticos generalmente designan a individuos para administrar hospitales gubernamentales en función de su afiliación política en lugar de sus calificaciones. Aunque algunos consideran que Abiad está alineado con el Movimiento del Futuro, liderado por Saad Hariri, sus asociados sostienen que es una excepción en este contexto politizado.
Hariri intentó nombrar a Abiad como ministro de Salud durante los intentos de formación del gabinete entre octubre de 2020 y julio de 2021. Mustapha Allouch, vicepresidente del Movimiento del Futuro, aclaró que Abiad no es políticamente activo y no tiene afiliación formal con el partido, expresando su confianza en que no utilizará su ministerio con fines políticos. Al hacerse cargo del RHUH en 2015, Abiad se enfrentó a importantes presiones políticas y a una institución con dificultades económicas y fuentes cercanas a él destacaron su compromiso de resistirse a las contrataciones por motivos políticos. Imad Chokr, pediatra del RHUH, destacó la independencia de Abiad y su capacidad para tomar decisiones objetivas.
Ganó reconocimiento por su gestión del hospital durante la pandemia de COVID-19. El hospital fue el primero en el Líbano en tratar a pacientes con COVID-19 en los primeros cuatro meses después de que se confirmara el primer caso el 21 de febrero de 2020. Se convirtió en un punto de referencia clave durante la pandemia, adaptando su capacidad de atención médica según las necesidades. A pesar de sus dificultades previas, el hospital logró una recuperación notable atribuida al liderazgo y apoyo de Abiad. Utilizó activamente las redes sociales para informar al público sobre la pandemia y las crisis sanitarias en el Líbano, lo que le valió el elogio de Georges Dabar, director de asuntos médicos del hospital privado Hôtel-Dieu. El periódico libanés L'Orient-Le Jour destacó que es inusual que una institución privada reconozca a un hospital gubernamental, que a menudo enfrenta críticas debido a la escasez de recursos.
Christophe Martin, exjefe de la delegación del Comité Internacional de la Cruz Roja (CICR) en el Líbano, elogió a Abiad por liderar con éxito una asociación entre la RHUH y el CICR para apoyar a las poblaciones vulnerables, incluidos los refugiados sirios. Bajo el mando de Abiad, el hospital modernizó sus instalaciones y redujo significativamente su déficit en 2019, lo que facilitó una donación de veinte millones de euros de la Agencia Francesa para el Desarrollo (AFD). Sin embargo, las opiniones entre el personal eran diversas. Bassam Akoum, jefe del comité de personal médico, criticó a Abiad por descuidar el bienestar de los empleados en medio de continuas disputas salariales que llevaron a frecuentes huelgas, aunque reconoció las lamentables condiciones en las que se encontraba el hospital a su llegada.
Recibió el título de «Hombre del Año 2020» de la Federación de Hospitales Árabes (AHF), una ONG independiente y apolítica compuesta por casi 500 miembros de veintidós países de la región.
En 2021, asumió el cargo de ministro de Salud Pública en un momento de grave deterioro del sistema de salud libanés, que enfrentaba desafíos como la escasez de medicamentos, la fuga de personal calificado y el impacto continuo de la pandemia de COVID-19.

## Familia
Abiad está casado con Ghina Ghaziri, ginecóloga obstetra del Centro Médico de la Universidad Americana de Beirut y tienen tres hijos.